# ロコローション
「ロコローション」は、日本のロックバンド・ORANGE RANGEの楽曲。6枚目のシングルとして2004年6月9日に発売された。

## 概要
オリコンシングルチャートで本作は堂本剛の「WAVER」（初動15.2万枚）に2000枚差となる初動15.0万枚で僅差の2位でスタートし、2週目で1位を獲得して3週目も1位をキープした。ORANGE RANGEのシングルとしては、2012年現在3番目の売り上げを記録している。
表題曲は『第55回NHK紅白歌合戦』にて沖縄からライブ中継の形で演奏された。
NAOTOのクレジット欄は｢synthesizer,vocoder,guitar｣となっている。
レーベルゲートCD2仕様。のちに通常CDとして再発された。

### 受賞
- MTV Video Music Awards Japan 2005 Best buzzASIA Japan

## 収録曲
1. ロコローション [3:15]
  - 作詞・作曲：Gerry Goffin・Carole King、日本語詞：ORANGE RANGE

この曲と「上海ハニー」のヒットから｢夏のバンド｣としてのイメージが定着し、『ミュージックステーション』の夏歌ランキングでは上位に入るなど、夏の定番曲となった｡
ミュージックビデオは「上海ハニー」と同じ沖縄県にあるホテルのプールを貸し切って撮影された。また参加しているエキストラのほとんどがメンバーの友人である。特にYAMATOは50人ほど呼んだが、それを見たRYOが「呼ぼうと思っていたが、YAMATOのあまりの友達の多さにやめた」とのこと。YOHはYAMATOの友達に何度か「暑くないか？大丈夫か？」などと心配していたという。
当初は「作詞・作曲：ORANGE RANGE」であったが、「ロコ・モーション」の製作サイドからクレームがつき、『musiQ』収録時以降は原曲製作者名義でのクレジットとなっている。菊地成孔は「ロコ・モーション」のほか、シャンプーの「トラブル」とのダブルパロディであると指摘している[1]。
2. MONKEY MAGIC [4:13]
  - 作詞：奈良橋陽子 / 作曲：タケカワユキヒデ

ゴダイゴの同名曲のカバー曲。英語詞。
3. ORANGE BOAT [3:00]
  - 作詞・作曲：Irving Burgie William Attaway ORANGE RANGE

Harry Belafonteの「バナナ・ボート」のカバー曲扱い。民族楽器は各メンバーが好きなものを選んで演奏した。
4. ロコローション〜RYUKYUDISKO REMIX〜 [4:21]
RYUKYUDISKOによるリミックスバージョン。

## 関連情報

### 楽曲の収録アルバム
- ロコローション
  - musiQ
  - Squeezed（Space Cowboyによるリミックスバージョン）
  - ORANGE
  - ALL the SINGLES

### タイアップ
- 大塚ベバレジ「MATCH」CMソング (M-1)